# Marmerwever
De marmerwever (Pseudonigrita arnaudi) is een zangvogel uit de familie Passeridae (Mussen).

## Verspreiding en leefgebied
Deze soort telt 3 ondersoorten:
- P. a. australoabyssinicus: zuidelijk Ethiopië.
- P. a. arnaudi: zuidwestelijk Soedan, Oeganda, Kenia en noordelijk Tanzania.
- P. a. dorsalis: westelijk en centraal Tanzania.